# Geologisch Mijnbouwkundige Dienst
De Geologisch Mijnbouwkundige Dienst (GMD) van Suriname is een Surinaamse overheidsinstelling die valt onder het Ministerie van Natuurlijke Hulpbronnen.

## Geschiedenis
Op 1 januari 1943 werd de Geologisch Mijnbouwkundige Dienst door gouverneur Kielstra in het leven geroepen. In de eerste jaren moest de dienst met beperkte middelen de werkzaamheden verrichten. In verband met de uitvoering van nationale ontwikkelingsplannen werd de dienst na 1949 snel uitgebouwd. De beschikbaar gestelde faciliteiten maakten het mogelijk om tussen 1949 en 1958 van het noordoostelijk deel van het Surinaamse binnenland een gebied van 20.000 km2 per vliegtuig in kaart te brengen. Vanaf 1959 kon de geologische kartering goed op gang komen. Op initiatief van de GMD werden toen in het kader van Operatie Sprinkhaan in het binnenland van Suriname een zevental nieuwe vliegveldjes aangelegd.
In 1954 werd de eerste regionale geologische kaart gepubliceerd (1:100.000) en in 1966 de eerste geologische kaart van het gehele land (1:500.000) en (1:1.000.000).

## Taken
De GMD houdt zich bezig met de geologische kartering en het vervaardigen van geologische kaarten. De dienst is belast met de inventarisatie van de in Suriname voorkomende delfstoffen, en geeft advies aan de minister over mijnbouwrechten en de controle hiervan. De GMD verschaft ook informatie aan derden, bijvoorbeeld bij het aanvragen van concessies en vergunningen.
Bij de controle van de bauxiet- en goudconcessies is de GMD afhankelijk van de verstrekking van eet- en slaapgelegenheid door de concessiehouder. Dit bemoeilijkt de onafhankelijkheid van de ambtenaren van de dienst bij de uitvoering van hun taken.

## Afdelingen
De Geologisch Mijnbouwkundige Dienst kent de volgende afdelingen:
- Velddienst: belast met het samenstellen van veldploegen en het verzamelen van delfstoffen uit het veld.
- Technische dienst: belast met de logistieke faciliteiten voor de veldgroepen met name het vervoer van de groepen.
- Laboratorium: onderzoekt monsters die in het veld verzameld zijn. De verzamelde data van alle bovenstaande afdelingen wordt in een werkverslag, gemaakt door een geoloog, verder verstuurd naar de afdeling tekenkamer.
- Tekenkamer: belast met het vervaardigen van kaarten, het bijhouden van het kaartenarchief en het inbinden van werkverslagen.[3]